# William Harcourt, 3. hrabě Harcourt
William Harcourt, 3. hrabě Harcourt (William Harcourt, 3rd Earl Harcourt, 4th Viscount Harcourt, 3rd Viscount Nuneham, 4th Baron Harcourt) (20. března 1743, Stanton Harcourt, Anglie – 17. června 1830, St Leonard's Hill, Anglie) byl britský polní maršál. Pocházel ze šlechtické rodiny a od mládí kromě služby v armádě působil u dvora, ve válkách druhé poloviny 18. století dosáhl hodnosti generála. Titul hraběte s členstvím ve Sněmovně lordů zdědil po starším bratrovi v roce 1809. Na polního maršála byl povýšen v roce 1821.

## ŽIvotopis

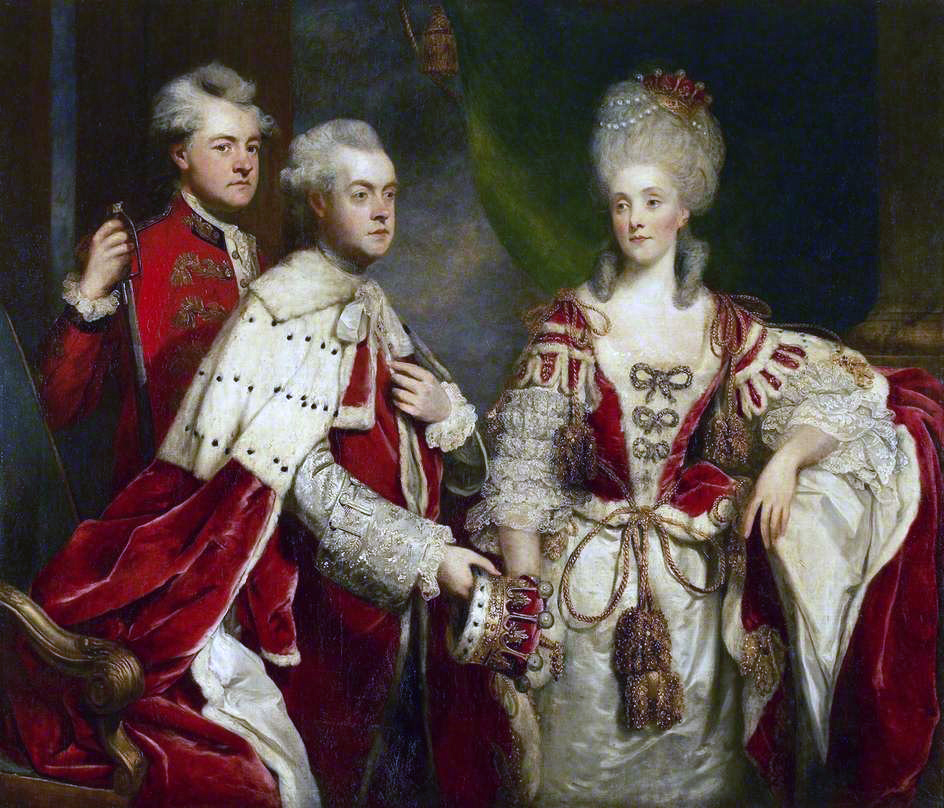
William Harcourt, jeho starší bratr George Harcourt, 2. hrabě Harcourt, a Georgova manželka Elizabeth, rozená Venables–Vernon (Joshua Reynolds, 1780)

Pocházel ze starobylého rodu francouzského původu, od středověku předkové vlastnili panství Stanton Harcourt v hrabství Oxfordshire. Narodil se jako mladší syn generála a diplomata Simona Harcourta, 1. hraběte Harcourta. Za sedmileté války vstoupil do armády a již v šestnácti letech byl kapitánem (1759). V roce 1761 doprovázel svého otce na diplomatické misi do Meklenburska (jednalo se o vyjednání sňatku krále Jiřího III. s meklenburskou princeznou Charlottou). V roce 1762 byl pobočníkem hraběte z Albemarle na Kubě a dosáhl hodnosti podplukovníka. Po sedmileté válce zastával hodnosti u dvora a v letech 1768–1774 byl poslancem Dolní sněmovny za město Oxford.
Vyznamenal se ve válce proti USA, v roce 1777 byl povýšen na plukovníka a stal se královským pobočníkem. Po skončení války dosáhl hodnosti generálmajora (1782) a nadále zastával různé čestné posty u dvora. Za válek s revoluční Francií byl v roce 1793 povýšen na generálporučíka a o rok později po vévodovi z Yorku převzal vrchní velení ve Flandrech. V letech 1795–1801 byl guvernérem v Hullu a mezitím obdržel hodnost generála (1798). V roce 1801 se stal prvním guvernérem nově založené Královské vojenské školy v Great Marlow.
V letech 1808–1809 byl správcem královského šatníku (Master of the Robes) Jiřího III., po starším bratrovi v roce 1809 zdědil titul hraběte s rodovými statky a vstoupil do Sněmovny lordů. V letech 1809–1818 zastával u dvora hodnost nejvyššího štolby královny Charlotty (tento post předtím zastávali jeho otec a starší bratr), zároveň nadále vykonával velitelské posty v armádě, byl guvernérem v Portsmouthu (1811–1826) a Plymouthu (1826–1830). Po smrti Jiřího III. obdržel velkokříž Řádu lázně (1820) a byl povýšen na polního maršála (1821).
Kromě zděděných majetků v hrabství Oxfordshire (Stanton Harcourt, Nuneham Courtenay) vlastnil zámek St Leonard's Hill poblíž Windsoru, který koupil v roce 1781 od královské rodiny.
Jeho manželství s Mary Danby (1750–1833) zůstalo bez potomstva a jím rod Harcourtů vymřel. Jméno a majetek v roce 1831 převzal jeho švagr Edward Venables–Vernon (1757–1845), arcibiskup v Yorku. Z jeho potomstva pocházeli v 19. a 20. století významní státníci William Harcourt (1827–1904) a Lewis Harcourt (1863–1922).